# Schotse Geloofsbelijdenis
De Schotse Geloofsbelijdenis (ook wel de Schotse Geloofsbelijdenis van 1560 genoemd) is een geloofsbelijdenis die in 1560 werd geschreven door zes leiders van de protestantse Reformatie in Schotland. De auteurs worden wel de zes Johns genoemd, namelijk John Knox, John Winram, John Spottiswoode, John Willock, John Douglas, en John Row. De belijdenis stemt wat betreft haar structuur overeen met de structuur van de Apostolische geloofsbelijdenis.
Na het Verdrag van Edinburgh van 6 juli 1560 richtte het parlement van Schotland een commissie op van zes theologen onder leiding van John Knox (1514-1572) die de reformatorische leer in slechts vier dagen in 25 artikelen samenvatte. Op 17 augustus 1560 werd de belijdenis, bijna unaniem, aangenomen door het Schotse parlement. Als gevolg van deze beslissing werd de hervormde Kerk van Schotland gecreëerd. De geschiedenis van de Kerk van Schotland en haar belijdenis is dan ook nauw verweven met de politiek. 
De Schotse geloofsbelijdenis verzet zich tegen de rooms-katholieke sacramentsleer, tegen Zwingli's avondmaalsleer en tegen de visie van de wederdopers op de kinderdoop.